# A medio borrar
A medio borrar es una antología de cuentos de Juan José Saer publicada en marzo de 2017 (aunque presentada el 10 de mayo de 2017 en el primer Coloquio internacional Juan José Saer). Está constituida por tres partes: Argumentos, Cuentos y la nouvelle que da título al libro.
Incluye una guía de lectura y actividades más un glosario.
La primera edición, de 15000 ejemplares, es un trabajo conjunto con la Provincia de Santa Fe y es una edición no venal cuyo objetivo es regalarsela a todos los estudiantes de quinto año de secundaria de esa provincia.

## Índice
- Prólogo
- Argumentos
  - En la costra reseca
  - Discusión sobre el término zona
  - Cambio de domicilio
  - Al abrigo
  - Manos y planetas
  - Recuerdos
  - Biografía de Higinio Gómez
  - El que se llora
  - El bar de Gandia
  - Amigos
- Cuentos
  - La tardecita
  - Fuego para Rivarola
  - Barro cocido
  - Sombras sobre vidrio esmerilado
  - Palo y hueso
- Nouvelle
  - A medio borrar